# Nationaal Historisch Museum (Nederland)
Het Nationaal Historisch Museum (NHM) is een gepland maar nooit verwezenlijkt Nederlands museum over de geschiedenis van Nederland.
Het plan was een zelfstandig rijksmuseum op te richten waar een overzicht van de Nederlandse geschiedenis in samenhang zou worden getoond, naar voorbeeld van het Duitse Haus der Geschichte in Bonn en Leipzig.

## Voorgeschiedenis
In 1998 stelde het Rijksmuseum Amsterdam voor in de 'Beleidsvisie Masterplan Rijksmuseum Amsterdam' om de afdeling Nederlandse Geschiedenis, voortgekomen uit het Nederlandsch Museum voor Geschiedenis en Kunst op te laten gaan in de afdeling Kunst. De Nederlandse geschiedenis zou hierdoor geen apart deel meer uitmaken van de presentatie en geschiedenis zou voortaan de rol spelen van context voor beeldende kunst. De Raad voor Cultuur was positief over het masterplan maar meende dat de consequentie hiervan was dat er in Nederland geen plek meer zou zijn waar de geschiedenis van Nederland in een consistent en integraal verhaal zou worden getoond. De Raad voor Cultuur pleitte daarom voor de oprichting van een 'Haus der Geschichte-achtige instelling'.
Het idee kreeg politieke ingang door een ingezonden brief van de politici Marijnissen en Verhagen op 15 mei 2006, een Kamermotie in juni 2006 en een daaropvolgend kabinetsvoorstel in september 2006. Het initiatief van de canon van Nederland, die op 16 oktober 2006 werd gepubliceerd, speelde ook vanaf het begin een rol.

## Locatie van het museum
Voor het geplande Nationaal Historisch Museum deden drie steden - Amsterdam, Arnhem en Den Haag - op 9 mei 2007 een aanbod aan de minister van Onderwijs, Cultuur en Wetenschap Plasterk. Op 10 mei meldde ook Utrecht belangstelling voor dit museum te hebben. Op 11 mei stelde Nijmegen zich ook kandidaat. Ook in Almere zag men het museum graag komen. Elders was men van mening dat een Nationaal Historisch Museum niet aan een stad gekoppeld moest worden.
In Amsterdam lag het voorstel om aan het Museumplein, bij de grote musea (Rijksmuseum, Stedelijk Museum en Van Gogh Museum) een museum te vestigen op basis van de Canon van Nederland. Ook het Oosterdokseiland vond men een optie.
Den Haag had vanaf 1997 een plan voor een nieuw museumgebouw onder de naam Huis van de Democratie aan het Spui, waardoor volgens burgemeester Deetman een "promenade van de Democratie" zou ontstaan tussen de gebouwen van de Tweede Kamer en het Binnenhof aan de ene zijde en het Stadhuis van Den Haag aan de andere zijde.
Op 29 juni 2007 besloot minister Plasterk dat Arnhem het museum zou gaan herbergen. Het zou, volgens burgemeester Krikke van Arnhem, zijn deuren openen op 30 maart 2011. De stichtingskosten werden geraamd op 50 miljoen euro. Er kon nu begonnen worden met een plan van aanpak. Het museum moest ongeveer een kwart miljoen bezoekers per jaar gaan trekken, met name jongeren en, in de woorden van minister Plasterk, "mensen die niet zo veel naar het museum gaan". Redenen voor de keuze voor Arnhem als vestigingsplaats waren onder meer de diverse attracties in de regio, de nabijheid van Nationaal Park De Hoge Veluwe en de aanwezigheid van het Nederlands Openluchtmuseum waarvan het parkeerterrein als locatie voor het Nationaal Historisch Museum werd gekozen. Het ministerie van Onderwijs, Cultuur en Wetenschap stelde jaarlijks 12 miljoen euro per jaar beschikbaar voor de exploitatiekosten van het museum.

## Oprichting
De minister stelde een Stichting Nationaal Historisch Museum in het leven. De raad had naast Atzo Nicolaï als voorzitter, Pauline Kruseman, Victor van der Chijs en Frits van Oostrom als leden. Op vrijdag 26 september 2008 werd door de stichting bekendgemaakt dat Erik Schilp en Valentijn Byvanck met ingang van 1 oktober 2008 werden benoemd tot algemeen en inhoudelijk directeur. Schilp (1967) was tot dan toe directeur van het Zuiderzeemuseum in Enkhuizen. Byvanck (1964) was directeur van het Zeeuws Museum in Middelburg.

### Herziening van locatie

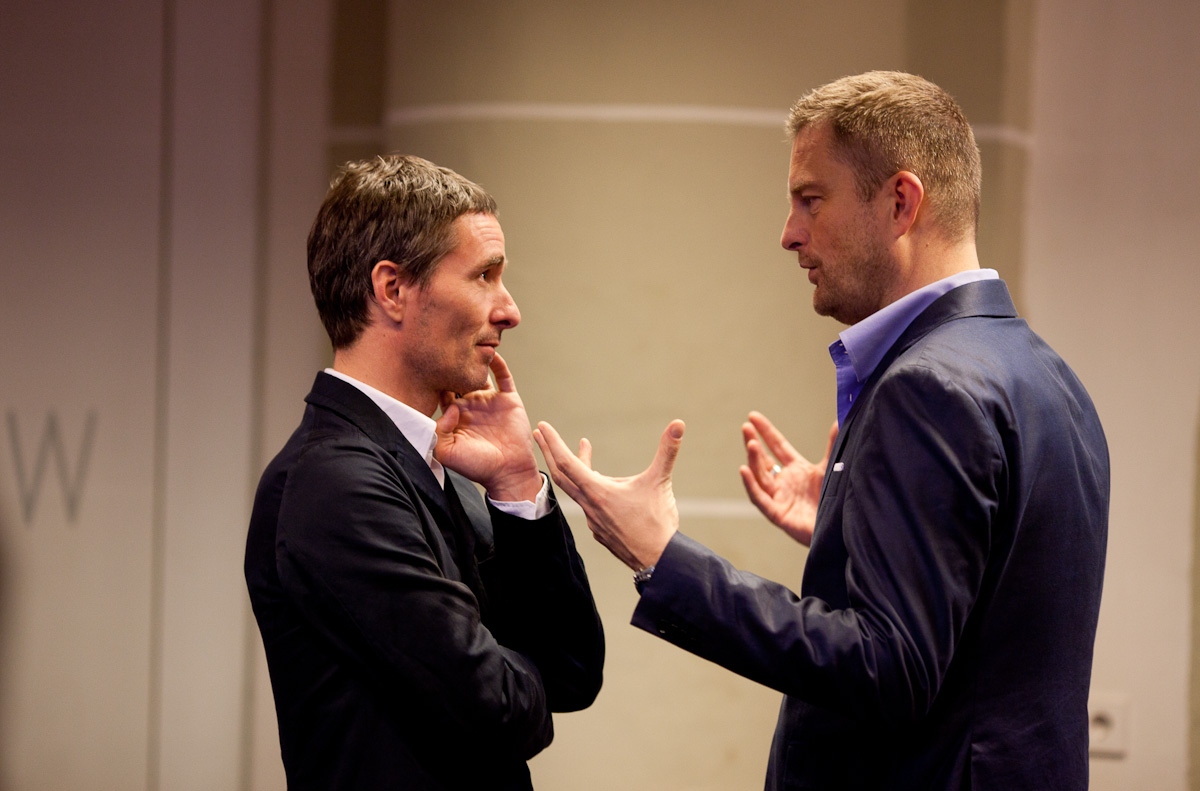
Byvanck en Schilp (17 november 2010)

In maart 2009 koos de directie van het Nationaal Historisch Museum voor een andere locatie in het centrum van Arnhem aan de voet van de John Frostbrug over de Rijn, waar nu nog het pand van woningbouwcorporatie Volkshuisvesting staat. In het voorjaar van 2009 ontstond discussie tussen de diverse betrokkenen over wat de juiste locatie zou moeten zijn. De meningen hierover bleken echter verdeeld en in mei 2009 ontstond onenigheid tussen diverse betrokken partijen over de keuze voor de locatie en het loslaten van de plek naast het Nederlands Openluchtmuseum. In de Tweede Kamer werd hierover gedebatteerd.
In juni 2009 gaf minister Plasterk aan dat volgens hem de locatie aan de Rijnkade de voorkeur had, maar dat hij het parlement eerder had moeten informeren. Desondanks bleek op 17 juni 2009 een Kamermeerderheid voor de oorspronkelijke locatie naast het Nederlands Openluchtmuseum te zijn. Op 30 juni 2009 koos de Tweede Kamer met aanname van de motie-Van Vroonhoven-Kok c.s. over plaatsing van het Nationaal Historisch Museum naast het Openluchtmuseum definitief voor vestiging naast het Openluchtmuseum.
In juni 2010 werd de toekomst van het NHM onzeker toen bleek dat de aanleg van een ondergrondse parkeergarage bij het museum alleen al 60 miljoen euro ging kosten, 10 miljoen meer dan de 50 miljoen euro die het Rijk voor de aanleg van het gehele museum beschikbaar had gesteld. De Tweede Kamer bleef echter bij haar keuze voor de locatie naast het Openluchtmuseum.
Op 27 oktober 2010 gaf staatssecretaris Halbe Zijlstra aan dat er toch geen museum gebouwd zou worden. In verband met de grote bezuinigingen in de culturele sector vond het kabinet de bouw van een nieuw museum niet verantwoord.

### Tijdelijk in Amsterdam

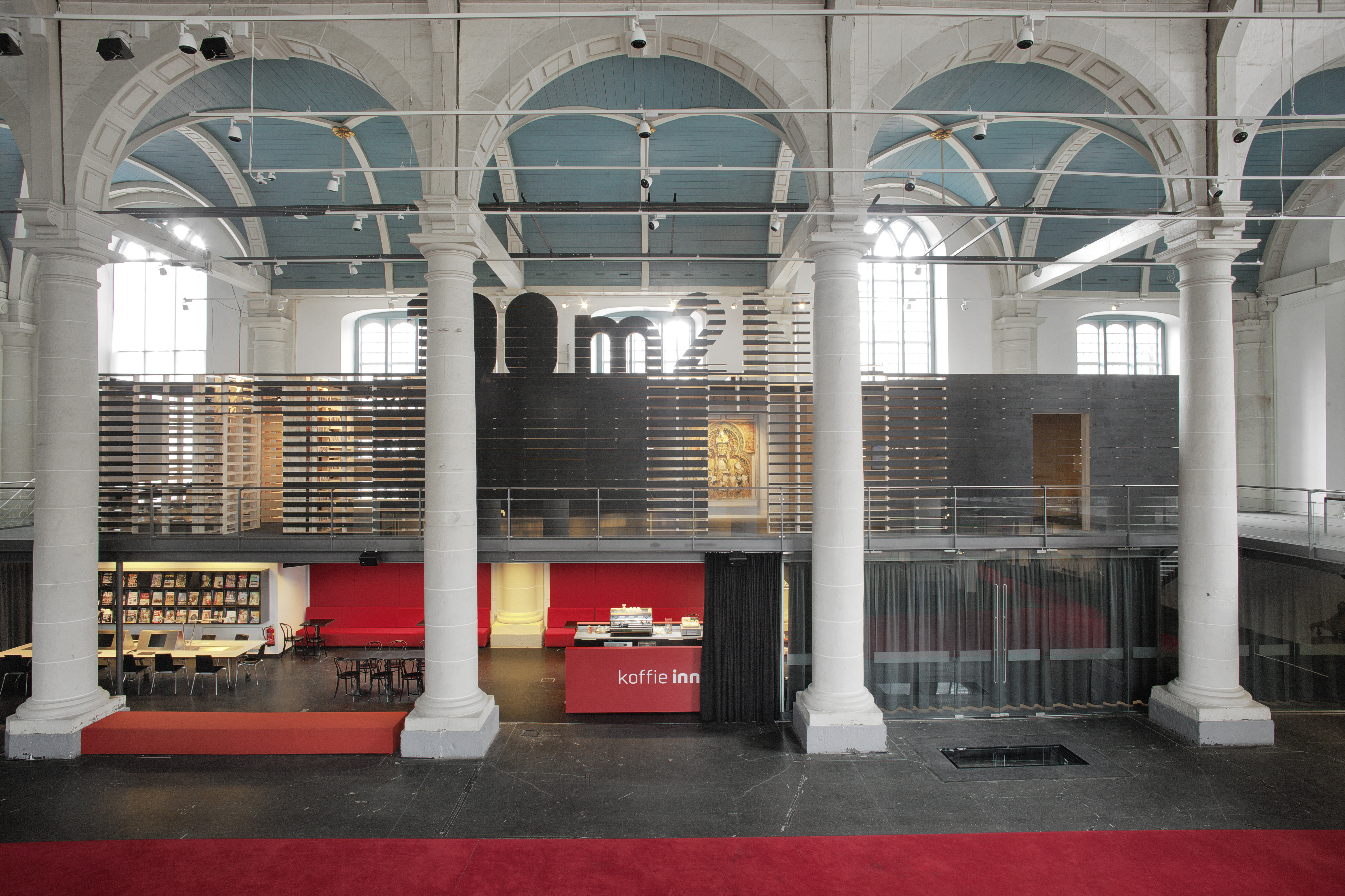
Expositie 100m2NL in de Zuiderkerk

Op 2 november 2010 werd bekendgemaakt dat per 1 januari 2011 het Nationaal Historisch Museum voor vijf jaar de Zuiderkerk in Amsterdam zou huren als onderkomen, zowel als expositieruimte als voor kantoorruimte. Vanaf januari 2011 zou het publiek hier kennis kunnen maken met de activiteiten van het museum. Het museum zou er debatten, lezingen, evenementen en tijdelijke exposities organiseren. Op 17 november 2010 lanceerde het museum ook een nieuwe website.
In mei 2011 werd nog geopperd om het leegstaande Paleis Soestdijk te bestemmen tot onderkomen van het museum, maar omdat hiervoor geen geld beschikbaar werd gesteld kwam ook van dit plan niets terecht.

#### Opheffing
In december 2011 werd bekend dat het Nationaal Historisch Museum ook in deze opzet niet voortgezet werd. Op 31 december 2011 sloot het museum zijn deuren en werd het personeel ontslagen.

## Nederlands Openluchtmuseum
Het Nederlands Openluchtmuseum in Arnhem heeft sinds 22 september 2017, in samenwerking met het Rijksmuseum, een tentoonstelling aan de hand van de Canon van Nederland. De Canon was oorspronkelijk gepland voor het NHM. Stap voor stap wordt de geschiedenis van het dagelijks leven met de grote gebeurtenissen uit het verleden verbonden. De 50 vensters van de Canon van Nederland zijn in tien tijdvakken verwerkt met historische objecten, interactieve en audiovisuele presentaties. Naast de tentoonstelling zijn er ook verschillende vensters uit de Canon belicht in bestaande historische gebouwen uit het museumpark. Zo maken we bijvoorbeeld in het Groene Kruisgebouw uit het Limburgse Wessem kennis met Willem Drees en in de kloostertuin met Karel de Grote.

## Kosten
Het nooit gerealiseerde Nationaal Historisch Museum heeft in totaal meer dan 15 miljoen euro gekost. Een klein deel van het geld bestond uit voorbereidingskosten van de gemeenten Amsterdam, Den Haag en Arnhem, alsmede de provincie Gelderland. De grootste financier was echter het ministerie van OCW, dat naast een oprichtingssubsidie van ruim 600.000 euro jaarlijks een vaste bijdrage verstrekte die varieerde van 1,4 miljoen euro voor het vierde kwartaal van 2008 tot iets meer dan 6 miljoen voor 2010.